# Fechten bei den Panamerikanischen Spielen
Fechten ist seit der ersten Austragung 1951 in Buenos Aires Bestandteil der Panamerikanischen Spiele.

## Geschichte
Bei den Herren wurden ab 1951 Einzel- und Mannschaftswettbewerbe mit dem Florett, dem Degen und dem Säbel ausgetragen. Auch die Damen waren ab 1951 mit einem Wettbewerb, dem Florett-Einzel, vertreten. Ab 1959 wurde auch ein Mannschaftswettbewerb mit dem Florett ausgetragen. 1987 kam das Degen-Einzel hinzu, 1991 der Degen-Mannschaftswettbewerb. Die Säbelwettbewerbe folgten 2003 mit dem Einzel und 2007 mit der Mannschaft.

## Herren

### Florett, Einzel
| Jahr | Ort               | Gold                 | Silber                 | Bronze                              |
| ---- | ----------------- | -------------------- | ---------------------- | ----------------------------------- |
| 1951 | Buenos Aires      | Félix Galimi         | José Rodríguez         | Nathaniel Lubell                    |
| 1955 | Mexiko-Stadt      | Harold Goldsmith     | Albert Axelrod         | Fulvio Galimi                       |
| 1959 | Chicago           | Harold Goldsmith     | Albert Axelrod         | Joseph Paletta                      |
| 1963 | São Paulo         | Guillermo Saucedo    | Albert Axelrod         | Herbert Cohen                       |
| 1967 | Winnipeg          | Guillermo Saucedo    | Albert Axelrod         | Orlando Nannini                     |
| 1971 | Cali              | Eduardo Jhons        | Jesús Gil              | Uriah Jones                         |
| 1975 | Mexiko-Stadt      | Martin Lang          | Eduardo Jhons          | Enrique Salvat                      |
| 1979 | San Juan          | Heriberto González   | Fernando Lúpiz         | John Nonna                          |
| 1983 | Caracas           | Efigenio Favier      | José Rafael Magallanes | Greg Massialas                      |
| 1987 | Indianapolis      | Guillermo Betancourt | Tulio Díaz             | Michael Marx                        |
| 1991 | Havanna           | Guillermo Betancourt | Elvis Gregory          | Nick Bravin                         |
| 1995 | Mar del Plata     | Elvis Gregory        | Rolando Tucker         | Eric Bravin                         |
| 1999 | Winnipeg          | Rolando Tucker       | Elvis Gregory          | Zaddick Longenbach Carlos Rodríguez |
| 2003 | Santo Domingo     | Dan Kellner          | Jonathan Tiomkin       | Raúl Perojo Reinier Suárez          |
| 2007 | Rio de Janeiro    | Andras Horanyi       | Felipe Alvear          | Carlos Rodríguez João Souza         |
| 2011 | Guadalajara       | Alexander Massialas  | Felipe Alvear          | Antonio Leal Guilherme Toldo        |
| 2015 | Toronto           | Alexander Massialas  | Gerek Meinhardt        | Ghislain Perrier Daniel Gómez       |
| 2019 | Lima              | Gerek Meinhardt      | Gustavo Alarcón        | Maximilien Van Haaster Race Imboden |
| 2023 | Santiago de Chile | Nick Itkin           | Miles Chamley-Watson   | Guilherme Toldo Augusto Servello    |

### Florett, Mannschaft
| Jahr | Ort               | Gold | Silber                                                                                        | Bronze                                                                                           |
| ---- | ----------------- | --- | --------------------------------------------------------------------------------------------- | ------------------------------------------------------------------------------------------------ |
| 1951 | Buenos Aires      | Vereinigte Staaten Nathaniel Lubell Edward Vebell Byron Krieger Albert Wolff Miguel de Capriles Tibor Nyilas   | Argentinien José Rodríguez Raúl Saucedo Santiago Massini E. Sastre Fulvio Galimi Félix Galimi | Kuba Jorge Agostini Armando Barrientos Abelardo Menéndez Miguel Olivella                         |
| 1955 | Mexiko-Stadt      | Argentinien Santiago Massini José Rodríguez Fulvio Galimi Félix Galimi                                         | Vereinigte Staaten Albert Axelrod Paul Makler Harold Goldsmith Allan Kwartler                 | Venezuela Gustavo Gutiérrez Miraclotes Vargas Nelson Nieves Augusto Gutiérrez                    |
| 1959 | Chicago           | Vereinigte Staaten Albert Axelrod Eugene Glazer Harold Goldsmith Joseph Paletta Ed Richards Lawrence Silverman | Venezuela Oscar Babrera Antonio Gómez Fred Quintero Jesús Gruber                              | Kanada John Andru Jack Dalton Robert Foxcroft Carl Schwende Abby Silverstone Joseph Vida         |
| 1963 | São Paulo         | Vereinigte Staaten Ed Richards Herbert Cohen Albert Axelrod Martin Davis                                       | Argentinien Juan Bascolo Orlando Nannini Alfredo Hernández Guillermo Saucedo                  | Venezuela Nelson Nieves Augusto Gutiérrez Luis Rigoberto Jesús Gruber                            |
| 1967 | Winnipeg          | Argentinien Orlando Nannini Guillermo Saucedo Fernando Petrella Avaristo Prendes                               | Vereinigte Staaten Ed Richards Robert Russell Jeffrey Checkes Albert Axelrod                  | Kuba Enrique Lugo Victorio Ruiz Dagoberto Borges Luis Morales                                    |
| 1971 | Cali              | Vereinigte Staaten Carl Borack Daniel Cantillon Uriah Jones Tyrone Simmons                                     | Kuba Jesús Gil Enrique Salvat Eduardo Jhons                                                   | Mexiko Carlos Calderón Valeriano Pérez Ernesto Fernández                                         |
| 1975 | Mexiko-Stadt      | Kuba Eduardo Jhons Enrique Salvat Leonardo Makenzie Jorge Garbey                                               | Vereinigte Staaten Edward Ballinger Albert Davis Walter Krause Martin Lang                    | Mexiko Carlos Calderón Vicente Calderón Rodolfo Campero Victor Robles                            |
| 1979 | San Juan          | Kuba Efigenio Favier Pedro Hernández Eduardo Jhons Heriberto González                                          | Vereinigte Staaten Michael Marx Greg Massialas Edward Donofrio John Nonna                     | Argentinien Fernando Lúpiz Marcelo Cardarelli Hernan Casanoza Marcelo Roncali                    |
| 1983 | Caracas           | Kuba Efigenio Favier Tulio Díaz                                                                                | Vereinigte Staaten Mark Smith Greg Massialas Jack Tichacek Michael Marx                       | Venezuela José Rafael Magallanes Mouises Requena Gustavo Olivarez Oswaldo Ortega                 |
| 1987 | Indianapolis      | Kuba Guillermo Betancourt Tulio Díaz Oscar García Pérez Efigenio Favier                                        | Kanada Stephen Angers Benoît Giasson Luc Rocheleau Danek Nowosielski                          | Vereinigte Staaten Michael Marx Peter Lewison Greg Massialas Dave Littell                        |
| 1991 | Havanna           | Kuba Elvis Gregory Guillermo Betancourt Oscar García Pérez                                                     | Vereinigte Staaten Nick Bravin Deidic Hinton Jerome Demarque                                  | Kanada Nicholas Bergeron Benoît Giasson                                                          |
| 1995 | Mar del Plata     | Kuba Rolando Tucker Elvis Gregory Ignacio González Oscar García Pérez                                          | Vereinigte Staaten Nick Bravin Zaddick Longenbach Alan Weber Sean McClain                     | Argentinien Leandro Marchetti Alberto González Viaggio Christian C. Arslanian Juan Pablo Barbosa |
| 1999 | Winnipeg          | Kuba Rolando Tucker Elvis Gregory Oscar García Pérez Raul Perojo                                               | Vereinigte Staaten Cliff Bayer Dan Kellner David Lidow Zaddick Longenbach                     | Venezuela E. Da Silva Carlos Pineda Carlos Rodríguez Rafael Suárez                               |
| 2003 | Santo Domingo     | Vereinigte Staaten Jedediah Dupree Dan Kellner Soren Thompson Jonathan Tiomkin                                 | Kuba Nelson Loyola Raúl Perojo Reinier Suárez Abraham O’Reilly                                | Venezuela Enrique da Silva Joner Pérez Carlos Pineda Carlos Rodríguez                            |
| 2007 | Rio de Janeiro    | nicht ausgetragen                                                                                              | nicht ausgetragen                                                                             | nicht ausgetragen                                                                                |
| 2011 | Guadalajara       | Vereinigte Staaten Miles Chamley-Watson Alexander Massialas Gerek Meinhardt                                    | Kanada Étienne Lalonde-Turbide Anthony Prymack Nicolas Teisseire Tigran Bajgoric              | Brasilien Fernando Scavasin Heitor Shimbo Guilherme Toldo Renzo Agresta                          |
| 2015 | Toronto           | Vereinigte Staaten Miles Chamley-Watson Alexander Massialas Gerek Meinhardt                                    | Brasilien Ghislain Perrier Fernando Scavasin Guilherme Toldo                                  | Mexiko Raul Arizaga Jesús Beltran Daniel Gómez                                                   |
| 2019 | Lima              | Vereinigte Staaten Gerek Meinhardt Race Imboden Nick Itkin                                                     | Brasilien Henrique Marques Heitor Shimbo Guilherme Toldo                                      | Kanada Eli Schenkel Mikhail Sweet Maximilien Van Haaster                                         |
| 2023 | Santiago de Chile | Vereinigte Staaten Gerek Meinhardt Nick Itkin Miles Chamley-Watson                                             | Kanada Maximilien Van Haaster Blake Broszus Patrick Liu                                       | Brasilien Pedro Marostega Guilherme Toldo Henrique Marques                                       |

### Degen, Einzel
| Jahr | Ort               | Gold             | Silber               | Bronze                              |
| ---- | ----------------- | ---------------- | -------------------- | ----------------------------------- |
| 1951 | Buenos Aires      | Antonio Villamil | Benito Ramos         | Edward Vebell                       |
| 1955 | Mexiko-Stadt      | Raúl Martínez    | Sewall Shurtz        | Jean R. Camous                      |
| 1959 | Chicago           | Roland Wommack   | Michael D’Asaro      | Alberto Balestrini                  |
| 1963 | São Paulo         | Frank Anger      | Sergio Vergara       | Alberto Balestrini                  |
| 1967 | Winnipeg          | Arthur Ribeiro   | Frank Anger          | Paul Pesthy                         |
| 1971 | Cali              | Stephen Netburn  | Silvio Fernández     | James Melcher                       |
| 1975 | Mexiko-Stadt      | Omar Vergara     | Edward Bozek         | Paul Pesthy                         |
| 1979 | San Juan          | Mario De Brelaz  | Paul Pesthy          | Alberto Quiroga                     |
| 1983 | Caracas           | Agapito Nussa    | Jean-Marc Chouinard  | Timothy Glass                       |
| 1987 | Indianapolis      | Carlos Pedroso   | Wilfredo Loyola      | Jean-Marc Chouinard                 |
| 1991 | Havanna           | Lázaro Castro    | Jon Normile          | Danek Nowosielski                   |
| 1995 | Mar del Plata     | Carlos Pedroso   | Tamir Bloom          | Paris Inostroza Iván Trevejo        |
| 1999 | Winnipeg          | Carlos Pedroso   | Tamir Bloom          | Paris Inostroza Iván Trevejo        |
| 2003 | Santo Domingo     | Camilo Boris     | Silvio Fernández     | Víctor Bernier Paris Inostroza      |
| 2007 | Rio de Janeiro    | Rubén Limardo    | Andrés Carrillo      | Paris Inostroza Silvio Fernández    |
| 2011 | Guadalajara       | Weston Kelsey    | Rubén Limardo        | Reynier Henriquez Silvio Fernández  |
| 2015 | Toronto           | Rubén Limardo    | José Félix Domínguez | Hugues Boisvert-Simard Jason Pryor  |
| 2019 | Lima              | Rubén Limardo    | Jesús Limardo        | Jhon Édison Rodríguez Yunior Reytor |
| 2023 | Santiago de Chile | Dylan French     | Pablo Núñez          | Alexandre Camargo Francisco Limardo |

### Degen, Mannschaft
| Jahr | Ort               | Gold                                                                                                  | Silber | Bronze                                                                                                |
| ---- | ----------------- | --- | --- | --- |
| 1951 | Buenos Aires      | Argentinien Antonio Villamil Guido Lavelle Raúl Saucedo Floro Díaz Vito Simonetti A. Repetto          | Vereinigte Staaten Edward Vebell Albert Wolff Fred Weber Byron Krieger Nathaniel Lubell Miguel de Capriles | Kuba Carlos Lamar Roberto Mañalich Jorge Agostini Roberto García Miguel Olivella                      |
| 1955 | Mexiko-Stadt      | Argentinien Floro Díaz Alfredo Daverde Raúl Martínez Félix Galimi                                     | Vereinigte Staaten Rex Dyer Sewall Shurtz Abram Cohen Harold Goldsmith                                     | Venezuela Jean R. Camous Nelson Nieves Gustavo Gutiérrez Oscar Cabrera                                |
| 1959 | Chicago           | Vereinigte Staaten Richard Berry Michael D’Asaro Howard Fried Henry Kolowrat Paul Levy Roland Wommack | Kuba Eduardo Alvarez Roberto Jordan Roberto Mañalich Miguel Olivella José Pereda Roberto García            | Argentinien Arturo Acuna Alberto Balestrini Floro Díaz Mauricio Munoz Francisco Serp Carlos Velazquez |
| 1963 | São Paulo         | Vereinigte Staaten James Margolis Gilbert Eisner Larry Anastasi Frank Anger James Melcher             | Brasilien Aloysio Borges Jose Perreira Arthur Ribeiro Carlos Couto                                         | Argentinien Fluro Fulgencio Omar Vergara Raul Martínez Alberto Balestrini Guillermo Saucedo           |
| 1967 | Winnipeg          | Vereinigte Staaten Frank Anger Paul Pesthy Ralph Spinella Carl Borack                                 | Brasilien Arthur Ribeiro Carlos Rodríguez do Co Jose Maria de Andrade Dario Marcondes                      | Venezuela Silvio Fernández Clemente Pinero Roberto Drayer                                             |
| 1971 | Cali              | Vereinigte Staaten Robert Beck George Masin James Melcher Stephen Netburn                             | Brasilien Jose Maria de Andrade Arthur Ribeiro Marchs A. Borges                                            | Kuba Gustavo Oliveros Jose Arencibia Ramon Infante                                                    |
| 1975 | Mexiko-Stadt      | Vereinigte Staaten William Reith Paul Pesthy Brooke Makler Edward Bozek                               | Kuba Ricardo Cabrera Jose Arencibia Narciso Simet Victor Suárez                                            | Brasilien Arthur Cramer Ronaldo Schwaantes Federico Alencar Franc Buonafina                           |
| 1979 | San Juan          | Vereinigte Staaten Peter Schifrin Paul Pesthy Edward Bozek Lee Shelley                                | Kuba Alberto Quiroga Narciso Simet Genaro Perez Victor Suárez                                              | Argentinien Osvaldo Gaspar Mario De Brelaz Guillermo Spangenberg Juan Piran                           |
| 1983 | Caracas           | aberkannt und nicht erneut vergeben                                                                   | Kanada Jean-Marc Chouinard Daniel Perreault                                                                | Vereinigte Staaten Paul Pesthy Peter Schifrin Robert Nieman Tim Glass Stephen Trevor                  |
| 1987 | Indianapolis      | Kuba Carlos Pedroso Wilfredo Loyola Lázaro Castro Pedro Merencio                                      | Vereinigte Staaten Stephen Trevor Lee Shelley Robert Marx Rob Stull                                        | Kolumbien Mauricio Rivas Francisco Pinto Joaquin Pinto Juan Miguel Paz                                |
| 1991 | Havanna           | Kuba Lázaro Castro César Aguilera Miguel de la Rosa Iván Trevejo Camilo Boris                         | Kolumbien Mauricio Rivas Juan Miguel Paz Oscar Arango Nelson Ruiz William González                         | Vereinigte Staaten Robert Marx Jon Normile Joseph Socolof Chris O’Loughlin James Carpenter            |
| 1995 | Mar del Plata     | Kuba Carlos Pedroso Iván Trevejo Lázaro Castro César Aguilera                                         | Vereinigte Staaten Tamir Bloom Michael Marx James O’Neill James Carpenter                                  | Kolumbien Mauricio Rivas Juan Miguel Paz Carlos Enrique Carrasquilla William González                 |
| 1999 | Winnipeg          | Kuba Camilo Boris Nelson Loyola Iván Trevejo Carlos Pedroso                                           | Chile L. Inostroza G. Romero S. Penzo Junge Paris Inostroza                                                | Kolumbien Saujl A. Vasco William González Mauricio Rivas Juan Miguel Paz                              |
| 2003 | Santo Domingo     | Kuba Camilo Boris Andrés Carrillo Nelson Loyola                                                       | Venezuela Rubén Limardo Silvio Fernández                                                                   | Puerto Rico Víctor Bernier David Bernier Jonathan Peña Marcos Peña                                    |
| 2007 | Rio de Janeiro    | Kuba Andrés Carrillo Camilo Boris David Castillo Guillermo Madrigal                                   | Venezuela Rubén Limardo Silvio Fernández Wolfgang Mejías                                                   | Vereinigte Staaten Andras Horanyi Benjamin Ungar Cody Mattern Weston Kelsey                           |
| 2011 | Guadalajara       | Vereinigte Staaten Soren Thompson Weston Kelsey Cody Mattern Gerek Meinhardt                          | Venezuela Silvio Fernández Francisco Limardo Rubén Limardo Jhon Perez                                      | Kanada Tigran Bajgoric Igor Gantsevich Vincent Pelletier Étienne Lalonde-Turbide                      |
| 2015 | Toronto           | Venezuela Rubén Limardo Francisco Limardo Silvio Fernández                                            | Vereinigte Staaten Yeisser Ramirez Jason Pryor Benjamin Bratton                                            | Kuba Yunior Reytor Reynier Henriquez Ringo Quintero                                                   |
| 2019 | Lima              | Kuba Yunior Reytor Reynier Henriquez Luis Patterson                                                   | Argentinien José Félix Domínguez Jesús Lugones Alessandro Taccani                                          | Venezuela Rubén Limardo Jesús Limardo Francisco Limardo Gabriel Lugo                                  |
| 2023 | Santiago de Chile | Vereinigte Staaten Curtis McDowald Samuel Imrek Samuel Larsen                                         | Kanada Fynn Fafard Dylan French Nicholas Zhang                                                             | Argentinien Jesús Lugones Alessandro Taccani Agustín Gusmán                                           |

### Säbel, Einzel
| Jahr | Ort               | Gold             | Silber              | Bronze                            |
| ---- | ----------------- | ---------------- | ------------------- | --------------------------------- |
| 1951 | Buenos Aires      | Tibor Nyilas     | George Worth        | Estevão Molnar                    |
| 1955 | Mexiko-Stadt      | Antonio Haro     | George Worth        | Rex Dyer                          |
| 1959 | Chicago           | Allan Kwartler   | Walter Farber       | Teodoro Goliardi                  |
| 1963 | São Paulo         | Michael D’Asaro  | Walter Farber       | Chaba Pallaghy                    |
| 1967 | Winnipeg          | Anthony Keane    | Román Quinos        | Les Samek                         |
| 1971 | Cali              | Alex Orban       | Manuel Ortiz        | Román Quinos                      |
| 1975 | Mexiko-Stadt      | Manuel Ortiz     | Guzmán Salazar      | Peter Westbrook                   |
| 1979 | San Juan          | Manuel Ortiz     | Peter Westbrook     | José Laverdecia                   |
| 1983 | Caracas           | Peter Westbrook  | Manuel Ortiz        | Jean-Paul Banos                   |
| 1987 | Indianapolis      | Jean-Paul Banos  | Peter Westbrook     | Jean-Marie Banos                  |
| 1991 | Havanna           | Steve Mormando   | Alexis Leyva        | Michael Lofton                    |
| 1995 | Mar del Plata     | Peter Westbrook  | Aristides Faure     | Alexis Leyva                      |
| 1999 | Winnipeg          | Cándido Maya     | Akhnaten Spencer-El | Michel Boulos Aristides Faure     |
| 2003 | Santo Domingo     | Ivan Lee         | Carlos Bravo        | Michel Boulos Jason Rogers        |
| 2007 | Rio de Janeiro    | Philippe Beaudry | James Williams      | Renzo Agresta Nicolas Mayer       |
| 2011 | Guadalajara       | Philippe Beaudry | Timothy Morehouse   | Hernán Jansen Joseph Polossifakis |
| 2015 | Toronto           | Eli Dershwitz    | Joseph Polossifakis | Renzo Agresta Ricardo Bustamante  |
| 2019 | Lima              | Daryl Homer      | Pascual Di Tella    | Harold Rodríguez Shaul Gordon     |
| 2023 | Santiago de Chile | Andrew Doddo     | Eliécer Romero      | Farès Arfa Shaul Gordon           |

### Säbel, Mannschaft
| Jahr | Ort               | Gold | Silber                                                                                                   | Bronze                                                                             |
| ---- | ----------------- | --- | --- | ---------------------------------------------------------------------------------- |
| 1951 | Buenos Aires      | Vereinigte Staaten George Worth Nathaniel Lubell Byron Krieger Fred Weber Miguel de Capriles Tibor Nyilas       | Argentinien Ercole Gonzalez Guillermo Watkins Fernando Huergo José Casanova Albino Aguero Edgardo Pomini | Brasilien Estevão Molnar Federico Serrao Matt Hugler Damasio Sa Virgilio           |
| 1955 | Mexiko-Stadt      | Vereinigte Staaten George Worth Rex Dyer Tibor Nyilas Allan Kwartler                                            | Uruguay Jose Lardizabel Ricardo Rimini Teodoro Goliardi Juan Paladino                                    | Argentinien Daniel Sande Florencio Watkins Fernando Huergo Félix Galimi            |
| 1959 | Chicago           | Vereinigte Staaten Walter Farber William Goering Allan Kwartler Robert Blum Tibor Nyilas George Worth           | Argentinien Albino Aguero José Casanova Gustave Velaxquez Rafael Gonzáles                                | Kanada John Andru Joseph Vidz Paul Szabocsy Carl Schwende                          |
| 1963 | São Paulo         | Vereinigte Staaten Ed Richards Harold Mayer Alfonso Morales Miklos Chaba Pallaghy Walter Farber Michael D’Asaro | Argentinien Juan Carlos Bascolo Guillermo Saucedo Alfredo Juan Hernández Julián Velásquez Floro Díaz     | Chile Roberto Lowy Hector Bravo Sergio Riveros Jose Benko                          |
| 1967 | Winnipeg          | Vereinigte Staaten Anthony Keane Walter Farber Thomas Balla Csaba Gall                                          | Argentinien Román Quinos Norberto Mattiazo Alberto Lanteri Gustavo Vassallo                              | Kanada John Andru Peter Samek Les Samek Robert Foxcroft                            |
| 1971 | Cali              | Kuba Francisco de la Torre Manuel Ortiz Guzmán Salazar                                                          | Vereinigte Staaten Alex Orban Anthony Keane Jenő Hámori William Goering                                  | Mexiko Vicente Calderón Gustavo Chapela Román Gómez                                |
| 1975 | Mexiko-Stadt      | Kuba Lazaro Mora Francisco de la Torre Manuel Ortiz Guzmán Salazar                                              | Vereinigte Staaten Peter Westbrook Paul Apostol Stephen Kaplan Alex Orban Thomas Losonczy                | Argentinien José Casanova Juan Gavajda Marcelo Méndez Fernando Lúpiz               |
| 1979 | San Juan          | Kuba Manuel Ortiz Ramón Hernández José Laverdecia Gudman Salazar                                                | Vereinigte Staaten Peter Westbrook Philip Reilly Stanley Lekach Edgar House                              | Argentinien Jose Luis Cinchini Atilio Tass José Casanova Tomas Remete              |
| 1983 | Caracas           | Kuba Manuel Ortiz Jesús Ortiz José Laverdecia Jorge Luis Trejo                                                  | Vereinigte Staaten Peter Westbrook Philip Reilly Stan Lekach Edgar House Steve Mormando                  | Kanada Jean-Paul Banos Jean-Marie Banos                                            |
| 1987 | Indianapolis      | Kuba José Laverdecia Jorge Luis Trejo Carlos Trejo Walfrido Vidal Jesús Ortiz                                   | Vereinigte Staaten Peter Westbrook Bob Cottingham Steve Mormando Michael Lofton Paul Friedberg           | Kanada Wulfe Balk Jean-Marie Banos Jean-Paul Banos Danek Nowosielski Luc Rocheleau |
| 1991 | Havanna           | Kuba Agustin Garcia Pedro Cabezas Alexis Leiva Geovanis Perez Aristides Faure                                   | Vereinigte Staaten Peter Westbrook Steve Mormando Michael Lofton John Friedberg David Stollman           | Kanada Jean-Paul Banos Jean-Marie Banos Bruno Deschênes Tony Plourde Evens Gravel  |
| 1995 | Mar del Plata     | Vereinigte Staaten Peter Westbrook John Friedberg Michael D’Asaro Tom Strzalkowski                              | Kuba Alexis Leyva Aristides Faure Pedro Cabezas Agustin Garcia                                           | Kanada Leszek Mawosietsk Jean-Marie Banos Tony Plourde Maxime Soucy                |
| 1999 | Winnipeg          | Kanada Michel Boulos Evens Gravel Marc Hassoun                                                                  | Kuba Abel Caballero Cándido Maya Aristides Faure Elvis Gregory                                           | Vereinigte Staaten Terrence Lasker Herby Raynaud Keeth Smart Akhnaten Spencer-El   |
| 2003 | Santo Domingo     | Vereinigte Staaten Weston Kelsey Ivan Lee Jason Rogers Adam Crompton                                            | Venezuela Carlos Bravo Eliézer Rincones Charles Briceño Juan Silva                                       | Kuba Abel Caballero Yunior Naranjo Cándido Maya Abraham O’Reilly                   |
| 2007 | Rio de Janeiro    | Vereinigte Staaten Benjamin Igoe Benjamin Ungar James Williams Tim Hagamen                                      | Kanada Jean-Pierre Seguin Michel Boulos Nicolas Mayer Philippe Beaudry                                   | Argentinien Alexandre Achten Diego Drajer Jose Felix Dominguez Ricardo Bustamante  |
| 2011 | Guadalajara       | Vereinigte Staaten Benjamin Igoe Timothy Morehouse James Williams                                               | Kanada Joseph Polossifakis Philippe Beaudry Vincent Couturier Anthony Prymack                            | Brasilien Renzo Agresta William De Moraes Tywilliam Pacheco Heitor Shimbo          |
| 2015 | Toronto           | Vereinigte Staaten Eli Dershwitz Daryl Homer Jeff Spear                                                         | Kanada Shaul Gordon Joseph Polossifakis Mark Peros                                                       | Argentinien Ricardo Bustamante Pascual Di Tella Stefano Lucchetti                  |
| 2019 | Lima              | Vereinigte Staaten Eli Dershwitz Daryl Homer Jeff Spear                                                         | Kanada Shaul Gordon Joseph Polossifakis Farès Arfa                                                       | Kolumbien Luis Correa Pablo Trochez Sebastián Cuéllar                              |
| 2023 | Santiago de Chile | Kanada Francois Cauchon Shaul Gordon Farès Arfa                                                                 | Vereinigte Staaten Josef Cohen Andrew Doddo Filip Dolegiewicz                                            | Venezuela Abraham Rodríguez Eliécer Romero José Quintero                           |

## Damen

### Florett, Einzel
| Jahr | Ort               | Gold                | Silber                          | Bronze                               |
| ---- | ----------------- | ------------------- | ------------------------------- | ------------------------------------ |
| 1951 | Buenos Aires      | Elsa Irigoyen       | Irma de Antequeda               | Lilia Rositto                        |
| 1955 | Mexiko-Stadt      | Maxine Mitchell     | Irma de Antequeda               | Eve Siegel                           |
| 1959 | Chicago           | Pilar Roldán        | Maxine Mitchell                 | Stella Espino                        |
| 1963 | São Paulo         | Mireya Rodríguez    | Harriet King                    | Janice Romary                        |
| 1967 | Winnipeg          | Pilar Roldán        | Harriet King                    | Pacita Weidel                        |
| 1971 | Cali              | Margarita Rodríguez | Ruth White                      | Irene Forbes                         |
| 1975 | Mexiko-Stadt      | Margarita Rodríguez | Nikki Franke                    | Blanca Estrada                       |
| 1979 | San Juan          | Mercedes del Risco  | Margarita Rodríguez             | Nikki Franke                         |
| 1983 | Caracas           | Margarita Rodríguez | Lourdes Lozano                  | Clara Alfonso                        |
| 1987 | Indianapolis      | Caitlin Bilodeaux   | Madeleine Philion               | Caridad Estrada                      |
| 1991 | Havanna           | Caridad Estrada     | Sandra Giancola                 | Caitlin Bilodeaux                    |
| 1995 | Mar del Plata     | Ann Marsh           | Idorys Díaz                     | Bárbara Hernández Felicia Zimmermann |
| 1999 | Winnipeg          | Migsey Dussu        | Cecilia Esteva                  | Julie Mahoney Adlim Benítez          |
| 2003 | Santo Domingo     | Mariana González    | Emily Cross                     | Arianne Ribot Erinn Smart            |
| 2007 | Rio de Janeiro    | Mariana González    | Hanna Thompson                  | Misleydis Compañy Monica Kwan        |
| 2011 | Guadalajara       | Lee Kiefer          | Nzingha Prescod                 | Monica Peterson Nataly Michel        |
| 2015 | Toronto           | Lee Kiefer          | Saskia Loretta van Erven Garcia | Alanna Goldie Nicole Ross            |
| 2019 | Lima              | Lee Kiefer          | Jessica Guo                     | Eleanor Harvey Bia Bulcão            |
| 2023 | Santiago de Chile | Lee Kiefer          | Eleanor Harvey                  | Mariana Pistoia Jessica Guo          |

### Florett, Mannschaft
| Jahr | Ort               | Gold                                                                                             | Silber                                                                                     | Bronze                                                                                                  |
| ---- | ----------------- | ------------------------------------------------------------------------------------------------ | ------------------------------------------------------------------------------------------ | --- |
| 1959 | Chicago           | Vereinigte Staaten Harriet King Maxine Mitchell Vivienne Sokol                                   | Panama Marlene Worthington Lilia Lombana Stella Espino                                     | Venezuela Rosa Navarro Ingrid Sander Belkis Leal                                                        |
| 1963 | São Paulo         | Vereinigte Staaten Vivienne Sokol Maxine Mitchell Janice Romary Anne Drungis Tommy Angell        | Venezuela Ursula de Gómez Belkis Leal Norma Santini Rosa Navarro Omaira Rodríguez          | Argentinien Elda Casarino Raquel Arrieta Irma de Antequeda Elsa Irigoyen Esther de Díaz                 |
| 1967 | Winnipeg          | Vereinigte Staaten Harriet King Janice Romary Maxine Mitchell Veronica Smith                     | Kuba Margarita Rodríguez Milady Tack-Fang Norma Obrador Alina Exposito                     | Kanada Pacita Weidel Donna Hennyey Sigrid Chatel Louise Agoues                                          |
| 1971 | Cali              | Vereinigte Staaten Tommy Angell Emily Grompone Harriet King Ruth White                           | Kuba Margarita Rodríguez María Esther García Marlene Infante Irene Forbes                  | Kolumbien Aleyda Rubio Mery Bejarano Gloria García Neila de Vidal Teresa Vargas                         |
| 1975 | Mexiko-Stadt      | Kuba María Esther García Milady Tack-Fang Marlene Font Margarita Rodríguez Nancy Uranga Romagosa | Kanada Donna Hennyey Louise-Marie Leblanc Susan Stewart Chantal Gilbert                    | Vereinigte Staaten Denise O’Connor Nikki Franke Sheila Armstrong Ann O’Donnell Gay D’Asaro              |
| 1979 | San Juan          | Kuba Margarita Rodríguez María Esther García Mercedes del Risco Clara Alfonso Mercedes Atencio   | Kanada Chantal Payer Louise-Marie Leblanc Patricia Balz Jacynthe Poirier                   | Vereinigte Staaten Debra Waples Gay D’Asaro Ann O’Donnell Nikki Franke Vincent Bradford                 |
| 1983 | Caracas           | Kuba Margarita Rodríguez María Esther García Mercedes del Risco Clara Alfonso Caridad Estrada    | Vereinigte Staaten Debra Waples Jana Angelakis Margo Miller Vincent Bradford Andrea Metkus | Argentinien María Alicia Sinigaglia Sandra Giancola Silvana Giancola Constanza Oriani Gabriela Laperuta |
| 1987 | Indianapolis      | Vereinigte Staaten Caitlin Bilodeaux Elaine Cheris Mary O’Neill Sharon Monplaisir                | Kuba Bárbara Hernández Caridad Estrada Edelmis Marquez Hildelisa Rodríguez                 | Mexiko Fabiana López Maria Lozano Pilar Roldán Blanca Estrada                                           |
| 1991 | Havanna           | Vereinigte Staaten Caitlin Bilodeaux Sharon Monplaisir Molly Sullivan Ann Marsh Jane Hall        | Kuba Bárbara Hernández Caridad Estrada Maylia Acuña Migsey Dussu Mirayda García Soto       | Argentinien Andrea Chiuchich Sandra Giancola Yanina Iannuzzi María Laura Lede                           |
| 1995 | Mar del Plata     | Kuba Idorys Díaz Bárbara Hernández Migsey Dussu Caridad Estrada                                  | Vereinigte Staaten Ann Marsh Felicia Zimmermann Olga Chernyak Monique de Bruin             | Argentinien Alejandra Carbone Sandra Giancola Dolores Pampin Yanina Iannuzzi                            |
| 1999 | Winnipeg          | Kuba Adlim Benítez Migsey Dussu Odalys Gorguet Lizmaite Trujillo                                 | Venezuela Johana Fuenmayor Mariana González Sandra Torres                                  | Vereinigte Staaten Stephanie Eim Susan Jennings Julie Smith Iris Zimmermann                             |
| 2003 | Santo Domingo     | nicht ausgetragen                                                                                | nicht ausgetragen                                                                          | nicht ausgetragen                                                                                       |
| 2007 | Rio de Janeiro    | Venezuela Johana Fuenmayor Mariana González María Martínez Yulitza Suárez                        | Kanada Louise-Hélène Bouchard Elise Daoust Monica Kwan Sandra Sassine                      | Kuba Misleydis Compañy Eimey Gómez Annis Hechavarría Arianne Ribot                                      |
| 2011 | Guadalajara       | Vereinigte Staaten Lee Kiefer Nzingha Prescod Doris Willette Ibtihaj Muhammad                    | Kanada Alanna Goldie Monica Peterson Kelleigh Ryan Sandra Sassine                          | Venezuela Mariana González Johana Fuenmayor Yulitza Suárez María Martínez                               |
| 2015 | Toronto           | Kanada Alanna Goldie Eleanor Harvey Kelleigh Ryan                                                | Vereinigte Staaten Lee Kiefer Nzingha Prescod Nicole Ross                                  | Mexiko Denisse Hernández Nataly Michel Melissa Rebolledo                                                |
| 2019 | Lima              | Vereinigte Staaten Lee Kiefer Nicole Ross Jacqueline Dubrovich                                   | Kanada Alanna Goldie Eleanor Harvey Jessica Guo                                            | Mexiko Denisse Hernández Nataly Michel Melissa Rebolledo                                                |
| 2023 | Santiago de Chile | Vereinigte Staaten Jacqueline Dubrovich Lee Kiefer Zander Rhodes                                 | Kanada Jessica Guo Sabrina Fang Eleanor Harvey                                             | Mexiko Nataly Michel Denisse Hernández Melissa Rebolledo                                                |

### Degen, Einzel
| Jahr | Ort               | Gold                  | Silber                  | Bronze                                     |
| ---- | ----------------- | --------------------- | ----------------------- | ------------------------------------------ |
| 1987 | Indianapolis      | Tamara Esteri         | Yamila Figueroa         | Vincent Bradford                           |
| 1991 | Havanna           | Taymi Chappe          | Angélica Dueñas         | Yolitzin Martínez                          |
| 1995 | Mar del Plata     | Leslie Marx           | Milagros Palma          | Yolitzin Martínez Yurina Suárez            |
| 1999 | Winnipeg          | Mirayda García Soto   | Tamara Esteri           | Elida Agüero Nhi Lan Le                    |
| 2003 | Santo Domingo     | Eimey Gómez           | Sherraine Schalm        | Endrina Álvarez Jesika Jiménez             |
| 2007 | Rio de Janeiro    | Courtney Hurley       | Julie Leprohon          | Angela Espinoza Clarisse Menezes           |
| 2011 | Guadalajara       | Kelley Hurley         | Courtney Hurley         | Elida Agüero Yamirka Rodríguez             |
| 2015 | Toronto           | Katharine Holmes      | Violeta Ramírez Peguero | Nathalie Moellhausen María Martínez        |
| 2019 | Lima              | Katharine Holmes      | Patrizia Piovesan       | Nathalie Moellhausen Clara Isabel Di Tella |
| 2023 | Santiago de Chile | Clara Isabel Di Tella | María Luisa Doig        | Analía Fernández Ruien Xiao                |

### Degen, Mannschaft
| Jahr | Ort               | Gold                                                                                            | Silber                                                                       | Bronze                                                                                            |
| ---- | ----------------- | ----------------------------------------------------------------------------------------------- | ---------------------------------------------------------------------------- | ------------------------------------------------------------------------------------------------- |
| 1991 | Havanna           | Vereinigte Staaten Margo Miller Donna Stone Elaine Cheris Laurel Clark Skillman Cathy McClellan | Kuba Yamila Figueroa Taymi Chappe Dianicelis Marín Maria Pérez Iliana Duarte | Mexiko Yolitzin Martínez Angélica Dueñas María de los Ángeles García Josefa Zapata Lourdes Roldán |
| 1995 | Mar del Plata     | Vereinigte Staaten Leslie Marx Margo Miller Rachel Hough Donna Stone                            | Kuba Milagros Palma Yurina Suárez Mirayda García Soto Zuleidis Ortiz         | Kanada Sherraine Schalm Maureen Griffin Heather Landymore Marie-Françoise Hervieu                 |
| 1999 | Winnipeg          | Kuba Eimey Gómez Zuleidis Ortiz Tamara Esteri Mirayda García Soto                               | Kanada Heather Landymore Monique Kavelaars Sherraine Schalm                  | Vereinigte Staaten Stephanie Eim Nhi Lan Le Julie Smith Sarah Orman                               |
| 2003 | Santo Domingo     | Kuba Eimey Gómez Zuleidis Ortiz Misleydis Oña Arianne Ribot                                     | Vereinigte Staaten Kelley Hurley Stephanie Eim Elisabeth Spilman Erinn Smart | Kanada Sherraine Schalm Catherine Dunnette Marie-Ève Pelletier                                    |
| 2007 | Rio de Janeiro    | nicht ausgetragen                                                                               | nicht ausgetragen                                                            | nicht ausgetragen                                                                                 |
| 2011 | Guadalajara       | Vereinigte Staaten Lindsay Campbell Courtney Hurley Kelley Hurley                               | Kanada Sherraine Schalm Ainsley Switzer Sandra Sassine Daria Jorquera        | Mexiko Alexandra Avena Andrea Millán Alejandra Terán Alely Hernández                              |
| 2015 | Toronto           | Vereinigte Staaten Anna van Brummen Katharine Holmes Katarzyna Trzopek                          | Venezuela María Martínez Eliana Lugo Dayana Martínez                         | Brasilien Nathalie Moellhausen Amanda Simeão Rayssa Costa                                         |
| 2019 | Lima              | Vereinigte Staaten Catherine Nixon Katharine Holmes Isis Washington                             | Kuba Yamirka Rodríguez Seily Mendoza Diamelys González                       | Venezuela María Martínez Lizze Asis Patrizia Piovesan                                             |
| 2023 | Santiago de Chile | Brasilien Amanda Simeão Nathalie Moellhausen Victória Vizeu                                     | Kanada Alexanne Verret Ruien Xiao Leonora MacKinnon                          | Venezuela Eliana Lugo Lizzie Asis María Martínez                                                  |

### Säbel, Einzel
| Jahr | Ort               | Gold                 | Silber                    | Bronze                                   |
| ---- | ----------------- | -------------------- | ------------------------- | ---------------------------------------- |
| 2003 | Santo Domingo     | Sada Jacobson        | Alejandra Benítez         | Ana Faez Emily Jacobson                  |
| 2007 | Rio de Janeiro    | Mailyn González      | Alexis Jemal              | Emma Baratta Sandra Sassine              |
| 2011 | Guadalajara       | Mariel Zagunis       | Alejandra Benítez         | Eileen Grench Yaritza Goulet             |
| 2015 | Toronto           | Dagmara Wozniak      | Alejandra Benítez         | Gabriella Page María Belén Pérez Maurice |
| 2019 | Lima              | Anne-Elizabeth Stone | María Belén Pérez Maurice | Alejandra Benítez Gabriella Page         |
| 2023 | Santiago de Chile | Magda Skarbonkiewicz | Maia Chamberlain          | Julieta Toledo Leidis Veranes            |

### Säbel, Mannschaft
| Jahr | Ort               | Gold                                                                                | Silber                                                                    | Bronze                                                                     |
| ---- | ----------------- | ----------------------------------------------------------------------------------- | ------------------------------------------------------------------------- | -------------------------------------------------------------------------- |
| 2007 | Rio de Janeiro    | Kuba Misleydis Compañy Ana Faez Mailyn González Jennifer Morales                    | Vereinigte Staaten Emma Baratta Eileen Grench Alexis Jemal Hanna Thompson | Kanada Julie Cloutier Monica Kwan Olga Ovtchinnikova Sandra Sassine        |
| 2011 | Guadalajara       | Vereinigte Staaten Ibtihaj Muhammad Mariel Zagunis Dagmara Wozniak Lindsay Campbell | Mexiko Úrsula González Angélica Aguilar Angélica Larios Alejandra Terán   | Venezuela Alejandra Benítez Yulitza Suárez María Blanco Patricia Contreras |
| 2015 | Toronto           | Vereinigte Staaten Ibtihaj Muhammad Dagmara Wozniak Mariel Zagunis                  | Mexiko Úrsula González Paola Pliego Julieta Toledo                        | Venezuela Alejandra Benítez Milagros Pastran Shia Rodríguez                |
| 2019 | Lima              | Vereinigte Staaten Anne-Elizabeth Stone Chloe Fox-Gitomer Monica Aksamit            | Dominikanische Republik Rossy Félix Heyddys Ysabel Melody Martínez        | Kanada Gabriella Page Marissa Ponich Pamela Brind’Amour                    |
| 2023 | Santiago de Chile | Vereinigte Staaten Maia Chamberlain Magda Skarbonkiewicz Alexis Anglade             | Kanada Pamela Brind’Amour Marissa Ponich Tamar Gordon                     | Mexiko Natalia Botello Diana González Julieta Toledo                       |

## Medaillenspiegel
| Platz | Land                    | Gold | Silber | Bronze | Gesamt |
| ----- | ----------------------- | ---- | ------ | ------ | ------ |
| 1     | Vereinigte Staaten      | 88   | 60     | 41     | 189    |
| 2     | Kuba                    | 56   | 32     | 31     | 119    |
| 3     | Argentinien             | 13   | 16     | 29     | 58     |
| 4     | Kanada                  | 8    | 25     | 43     | 76     |
| 5     | Venezuela               | 7    | 19     | 28     | 54     |
| 6     | Mexiko                  | 3    | 6      | 18     | 27     |
| 7     | Brasilien               | 2    | 5      | 19     | 26     |
| 8     | Chile                   | —    | 6      | 5      | 11     |
| 9     | Kolumbien               | —    | 2      | 8      | 10     |
| 10    | Dominikanische Republik | —    | 2      | —      | 2      |
| 11    | Panama                  | —    | 1      | 3      | 4      |
| 12    | Puerto Rico             | —    | 1      | 2      | 3      |
| 13    | Uruguay                 | —    | 1      | 1      | 2      |
| 14    | Peru                    | —    | 1      | —      | 1      |